# 喜士打街
40°43′02″N 73°59′41″W / 40.7171°N 73.9948°W

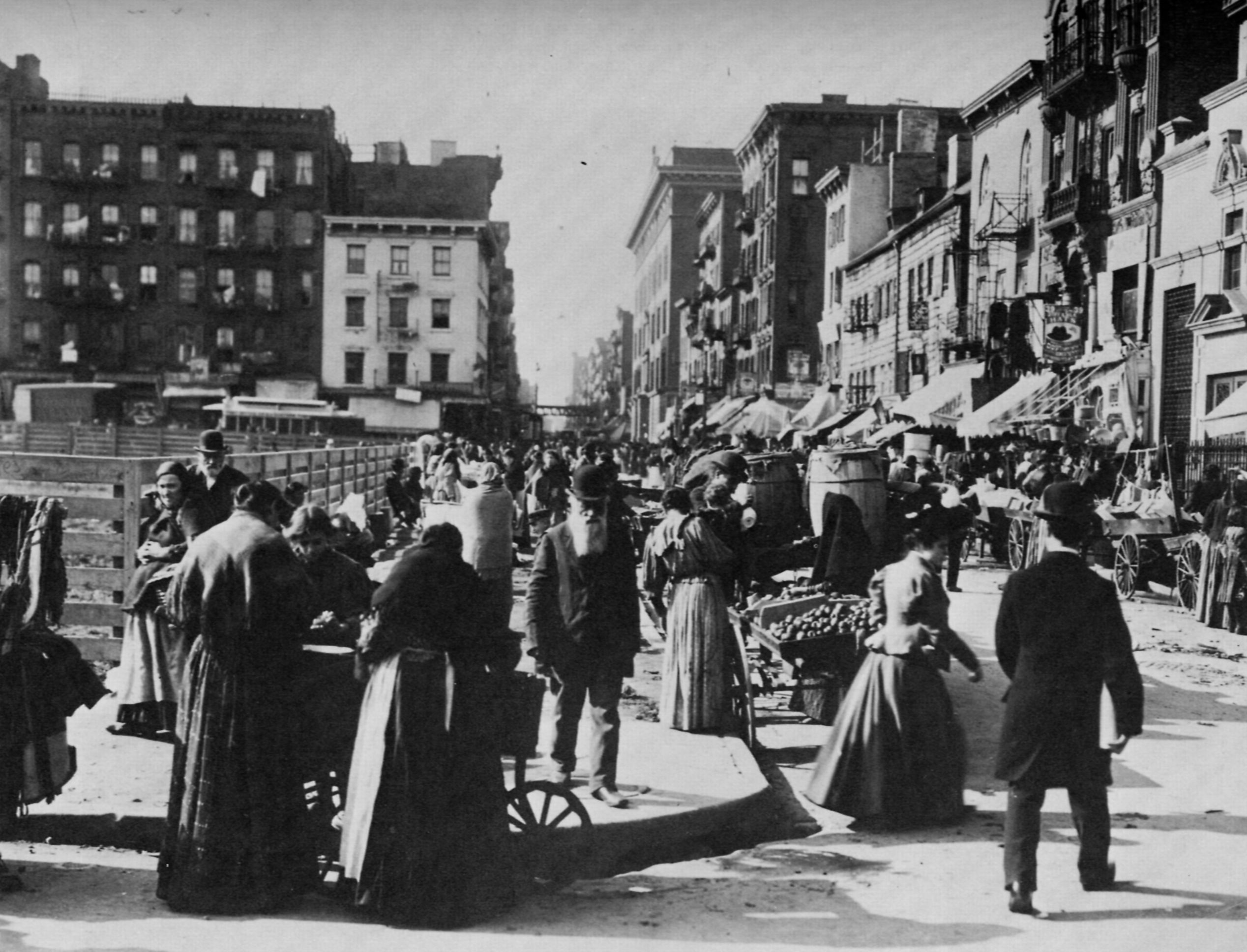
1898年

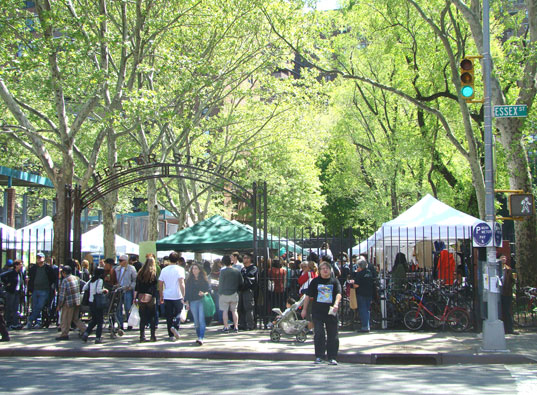
喜士打街周末集市

喜士打街（Hester Street）是纽约市曼哈顿区下东城的一条街道，东西走向，东到亚瑟斯街（Essex Street），西到中央街（Centre Street），中间在企李士提街和科西街之间被萨拉·德拉诺·罗斯福公园打断。在亚伦街也有一个不连续点 。

## 历史
1851年11月，纽约市议会投票赞成移除在喜士打街和地威臣街路口的自由之竿。1851年12月3日，富兰克林建筑协会在华盛顿大厅举行第二届月会。该建筑位于包厘街转角。1912年4月15日，一项调查报告称在喜士打街一栋房屋内发现有三名妓女等待接客。
喜士打街历来是阿什肯納茲猶太人移民文化的中心。雕塑家雅各布·爱泼斯坦在喜士打街102号长大。最近，犹太区已被曼哈顿华埠吸收，但是还能发现一些犹太洁食和犹太人商店。

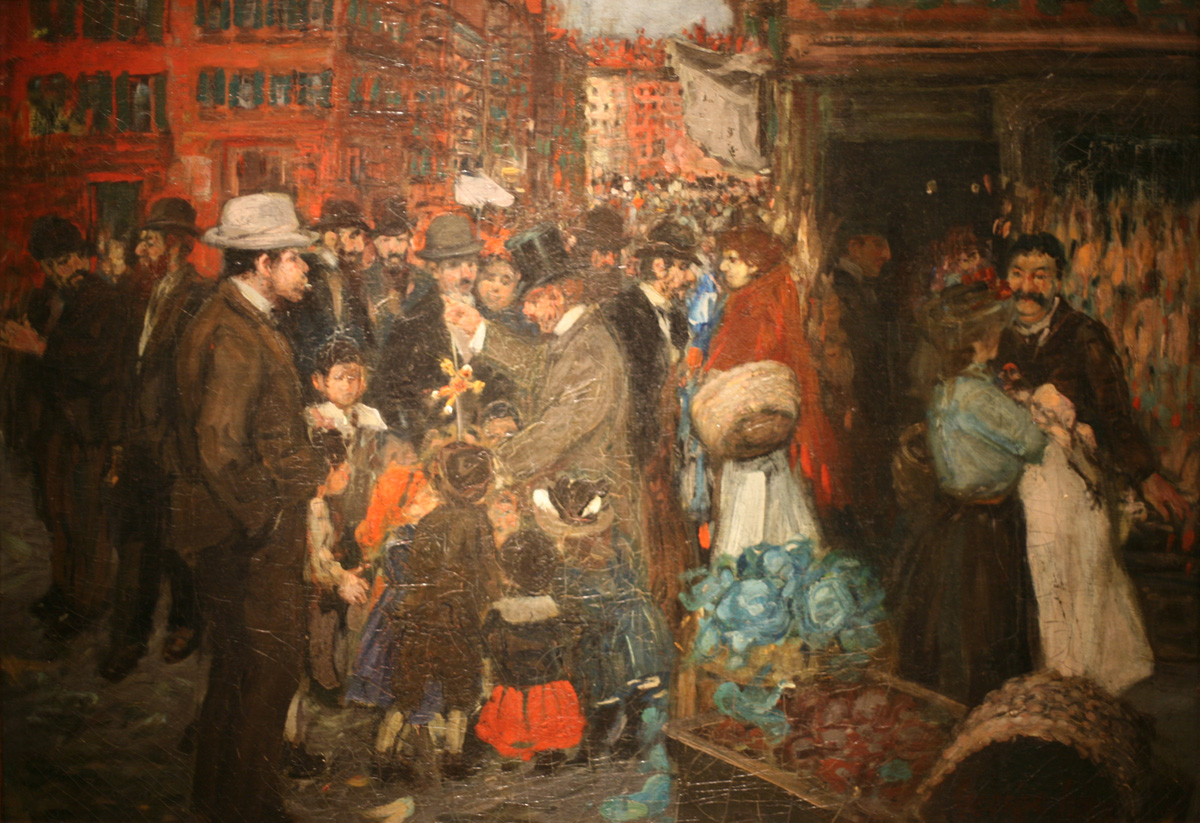
1905年街景

在喜士打街的东端，在4月到10月的周末，会举办露天集市。。

## 文化
喜士打街出现在亚伯拉罕.卡恩1896年的小说《耶可：纽约隔都的故事》中。作为移民经历的象征，这条街是1975年电影 《喜士打街》的标题，由卡恩的小说改编。